# Sparkline
Sparklines, auch Wortgrafiken genannt, werden dazu benutzt, um Zahlen in einem Text auf platzsparende Weise grafisch zu erklären. In der Form eines stark miniaturisierten (Zeitreihen-)Diagramms zeigen Sparklines die historische Entwicklung eines numerischen Wertes und geben ihm so den Kontext, der für seine Interpretation wichtig ist. Entwickelt und benannt wurde das Konzept von Edward Tufte.
| Sparklines US-Aktienkurse (7. Februar 2006) | Sparklines US-Aktienkurse (7. Februar 2006) | Sparklines US-Aktienkurse (7. Februar 2006) | Sparklines US-Aktienkurse (7. Februar 2006) |
| Index                                       | Tagesverlauf                                | Kurs                                        | Änderung                                    |
| ------------------------------------------- | ------------------------------------------- | ------------------------------------------- | ------------------------------------------- |
| Dow Jones                                   |                                             | 10765.45                                    | −32.82 (−0,30 %)                            |
| S&P 500                                     |                                             | 1256.92                                     | −8.10 (−0,64 %)                             |
| Nasdaq                                      |                                             | 2244.83                                     | −13.97 (−0,62 %)                            |

## Vorteile
Die Vorteile von Sparklines sind:
- Die Grafiken werden direkt in den Textfluss eingebaut.
- Es sind auf Zeilenhöhe minimierte Diagramme, die die Texte und deren Aussagen visualisieren.
- Auf große, platzraubende Diagramme wird verzichtet.

## Excel
In dem Tabellenkalkulationsprogramm Microsoft Excel zum Beispiel kann ab der Version 2010 eine Sparkline als sehr kleines Diagramm in einer Zelle des Arbeitsblatts dargestellt werden. Innerhalb des Diagramms lassen sich Maximal- und Minimalwerte durch farbige Punkte hervorheben. In Excel kann eine Sparkline als durchgezogene Linie, als Liniendiagramm und somit als Sparkline im ursprünglichen Wortsinn, aber auch als kleines Säulendiagramm dargestellt werden.
Eine Excel-Sparkline wird immer an die Größe der Zelle angepasst. Wird die Zelle nachträglich vergrößert oder verkleinert, so entsprechend auch die Sparkline. Als grafisches Objekt, als Rastergrafik, kann die Sparkline zum Beispiel auch in einen Bildbetrachter kopiert werden.

## Libreoffice Calc
Im Jahr 2009 wurde veröffentlicht, dass mit der Erweiterung „EuroOffice Sparkline“ Sparklines im Tabellenkalkulationsprogramm Calc von OpenOffice dargestellt werden können. Am 3. März 2022 kündigte der Collabora-Entwickler Tomaž Vajngerl eine neue Sparkline-Implementierung für LibreOffice Calc an, einschließlich der Unterstützung für den Import von Sparklines aus dem OOXML-Workbook-Format. Diese wurden zunächst in dem kommerziellen LibreOffice-Derivat Collabora Office sowie der darauf basierenden online Bürosoftware Collabora Online eingeführt und war ab Version 7.4 in LibreOffice verfügbar.